# Grdoselo
Grdoselo (en italien : Castelverde di Pisino ou Gherdosella) est une localité de Croatie située en Istrie, dans la municipalité de Pazin, dans le comitat d'Istrie. En 2001, la localité comptait 143 habitants.

## Démographie
| 1948 | 1953 | 1961 | 1971 | 1981 | 1991 | 2001 |
| ---- | ---- | ---- | ---- | ---- | ---- | ---- |
| 359  | 347  | 274  | 251  | 205  | 168  | 143  |